# Euro Ice Hockey Challenge 2013/2014
Euro Ice Hockey Challenge 2013/2014 jest to cykl międzynarodowych turniejów organizowanych pod patronatem Międzynarodowej Federacji Hokeja na Lodzie. W tej edycji reprezentacje narodowe rywalizowały w pięciu turniejach EIHC. Reprezentacja Polski wystąpiła w turnieju na Węgrzech.

## EIHC Austria
Mecze turnieju EIHC Austria odbyły się w dniach od 7 do 9 listopada 2013 roku. W turnieju uczestniczyły reprezentacje czterech państw: Austrii, Francji, Słowenii i Białorusi. W turnieju zwyciężyła reprezentacja Francji.

### Wyniki
| 7 listopada 2012 | Białoruś | 0:3 | Słowenia | Olympiahalle w Innsbrucku, Innsbruck |

| Szczegóły      | Szczegóły   | Szczegóły       | Szczegóły                                                      | Szczegóły                                         |
| -------------- | ----------- | --------------- | -------------------------------------------------------------- | ------------------------------------------------- |
| Godzina: 14:30 |             | (0:2, 0:1, 0:0) | (EQ) 02:55 R. Sabolič (EQ) 03:20 J. Urbas (EQ) 21:48 J. Muršak | Widzów: 100 Sędzia główny: ? Sędziowie liniowi: ? |
| Godzina: 14:30 | 12 min. kar |                 | 12 min. kar                                                    | Widzów: 100 Sędzia główny: ? Sędziowie liniowi: ? |

| 7 listopada 2012 | Francja | 3:1 | Austria | Olympiahalle w Innsbrucku, Innsbruck |

| Szczegóły      | Szczegóły                                                       | Szczegóły       | Szczegóły              | Szczegóły                                           |
| -------------- | --------------------------------------------------------------- | --------------- | ---------------------- | --------------------------------------------------- |
| Godzina: 18:30 | L. Lamperier (SH) 27:51 A. Rech (EQ) 29:23 J. Albert (EQ) 39:26 | (0:0, 3:1, 0:0) | 24:19 (PP) M. Schiechl | Widzów: 1.258 Sędzia główny: ? Sędziowie liniowi: ? |
| Godzina: 18:30 | 18 min. kar                                                     |                 | 4 min. kar             | Widzów: 1.258 Sędzia główny: ? Sędziowie liniowi: ? |

| 8 listopada 2012 | Francja | 2:1 k. | Białoruś | Olympiahalle w Innsbrucku, Innsbruck |

| Szczegóły      | Szczegóły                              | Szczegóły       | Szczegóły              | Szczegóły                                         |
| -------------- | -------------------------------------- | --------------- | ---------------------- | ------------------------------------------------- |
| Godzina: 14:30 | N. Ritz (EQ) 08:51 N. Ritz (PEN) 60:00 | (1:1, 0:0, 0:0) | 13:14 (PP) K. Zacharau | Widzów: 150 Sędzia główny: ? Sędziowie liniowi: ? |
| Godzina: 14:30 | 12 min. kar                            |                 | 8 min. kar             | Widzów: 150 Sędzia główny: ? Sędziowie liniowi: ? |

| 8 listopada 2012 | Austria | 2:0 | Słowenia | Olympiahalle w Innsbrucku, Innsbruck |

| Szczegóły      | Szczegóły                                   | Szczegóły       | Szczegóły  | Szczegóły                                           |
| -------------- | ------------------------------------------- | --------------- | ---------- | --------------------------------------------------- |
| Godzina: 18:30 | B. Lebler (EQ) 09:49 A. Kristler (PP) 50:27 | (1:0, 0:0, 1:0) |            | Widzów: 1.570 Sędzia główny: ? Sędziowie liniowi: ? |
| Godzina: 18:30 | 18 min. kar                                 |                 | 8 min. kar | Widzów: 1.570 Sędzia główny: ? Sędziowie liniowi: ? |

| 9 listopada 2012 | Słowenia | 2:5 | Francja | Olympiahalle w Innsbrucku, Innsbruck |

| Szczegóły      | Szczegóły                                 | Szczegóły       | Szczegóły | Szczegóły                                         |
| -------------- | ----------------------------------------- | --------------- | --- | ------------------------------------------------- |
| Godzina: 14:30 | R. Tičar (PP) 28:27 B. Golicic (EQ) 31:40 | (0:0, 1:2, 1:3) | 20:51 (PP) D. Fleury 29:33 (EQ) Ch. Bertrand 45:52 (SH) D. Fleury 53:43 (EQ) B. Henderson 57:09 (EQ) D. Fleury | Widzów: 200 Sędzia główny: ? Sędziowie liniowi: ? |
| Godzina: 14:30 | 10 min. kar                               |                 | 16 min. kar | Widzów: 200 Sędzia główny: ? Sędziowie liniowi: ? |

| 9 listopada 2012 | Austria | 0:3 | Białoruś | Olympiahalle w Innsbrucku, Innsbruck |

| Szczegóły      | Szczegóły   | Szczegóły       | Szczegóły                                                               | Szczegóły     |
| -------------- | ----------- | --------------- | ----------------------------------------------------------------------- | ------------- |
| Godzina: 18:30 |             | (0:1, 0:1, 0:1) | 06:28 (EQ) J. Kowyrszyn 32:32 (PP) A. Stiepanow 58:38 (EN) A. Filiczkin | Widzów: 1.650 |
| Godzina: 18:30 | 42 min. kar |                 | 8 min. kar                                                              | Widzów: 1.650 |

| Lp. | Zespół   | M | Pkt | Z | WpD | PpD | P | G+ | G- | +/- |
| --- | -------- | - | --- | - | --- | --- | - | -- | -- | --- |
| 1   | Francja  | 3 | 8   | 3 | 1   | 0   | 0 | 10 | 4  | +6  |
| 2   | Białoruś | 3 | 4   | 1 | 0   | 1   | 1 | 4  | 5  | -1  |
| 3   | Austria  | 3 | 3   | 1 | 0   | 0   | 2 | 3  | 6  | -3  |
| 4   | Słowenia | 3 | 3   | 1 | 0   | 0   | 2 | 5  | 7  | -2  |

Lp. = lokata, M = liczba rozegranych spotkań, Pkt = Liczba zdobytych punktów, W = Wygrane, WpD = Wygrane po dogrywce lub karnych, PpD = Porażki po dogrywce lub karnych, P = Porażki, G+ = Gole strzelone, G- = Gole stracone, +/- = bilans bramek

## EIHC Węgry
Mecze turnieju EIHC Węgry odbyły się w dniach od 8 do 10 listopada 2013 roku. W turnieju uczestniczyły reprezentacje czterech państw: Polski, Rumunii, Ukrainy i Węgier. W turnieju zwyciężyła reprezentacja Polski.

### Wyniki
| 8 listopada 2012 | Rumunia | 1:6 | Ukraina | Jegpalota Icecenter, Budapeszt |

| Szczegóły      | Szczegóły           | Szczegóły       | Szczegóły | Szczegóły                                                                                       |
| -------------- | ------------------- | --------------- | --- | ----------------------------------------------------------------------------------------------- |
| Godzina: 15:00 | R. Gliga (EQ) 36:27 | (0:2, 1:1, 0:3) | 10:09 (PP) J. Biełuchin 14:10 (EQ) Sz. Ramazanow 20:28 (PP) R. Błahy 41:02 (EQ) W. Aleksiuk 44:11 (EQ) S. Warłamow 53:50 (PP) O. Materuchin | Widzów: 100 Sędzia główny: Gergely Kincses Pochucki Sędziowie liniowi: Péter Bedő László Gangel |
| Godzina: 15:00 | 10 min. kar         |                 | 0 min. kar | Widzów: 100 Sędzia główny: Gergely Kincses Pochucki Sędziowie liniowi: Péter Bedő László Gangel |

| 8 listopada 2012 | Węgry | 2:1 k. | Polska | Jegpalota Icecenter, Budapeszt |

| Szczegóły      | Szczegóły                                    | Szczegóły       | Szczegóły            | Szczegóły                                                                          |
| -------------- | -------------------------------------------- | --------------- | -------------------- | ---------------------------------------------------------------------------------- |
| Godzina: 18:30 | I. Bartalis (PP) 18:35 Á. Mihály (PEN) 60:00 | (0:0, 0:1, 1:0) | 32:42 (EQ) P. Dronia | Widzów: 1.500 Sędzia główny: Glukhovskiy Sędziowie liniowi: Dániel Soós Mátyás Vas |
| Godzina: 18:30 | 22 min. kar                                  |                 | 22 min. kar          | Widzów: 1.500 Sędzia główny: Glukhovskiy Sędziowie liniowi: Dániel Soós Mátyás Vas |

| 9 listopada 2012 | Ukraina | 2:5 | Polska | Jegpalota Icecenter, Budapeszt |

| Szczegóły      | Szczegóły                                      | Szczegóły       | Szczegóły | Szczegóły                                                                                                |
| -------------- | ---------------------------------------------- | --------------- | --- | --- |
| Godzina: 14:30 | J. Biełuchin (EQ) 00:41 O. Torianyk (EQ) 19:50 | (2:1, 0:3, 0:1) | 01:25 (EQ) M. Łopuski 25:47 (PP2) M. Kolusz 35:31 (EQ) A. Bagiński 38:12 (PP) A. Bagiński 59:46 (EQ) L. Laszkiewicz | Widzów: 199 Sędzia główny: Miklós Haszonits Butucel Mihai Sędziowie liniowi: Botond Pálkövi Gábor Juhász |
| Godzina: 14:30 | 12 min. kar                                    |                 | 6 min. kar | Widzów: 199 Sędzia główny: Miklós Haszonits Butucel Mihai Sędziowie liniowi: Botond Pálkövi Gábor Juhász |

| 9 listopada 2012 | Węgry | 5:0 | Rumunia | Jegpalota Icecenter, Budapeszt |

| Szczegóły      | Szczegóły                                                                                                | Szczegóły       | Szczegóły  | Szczegóły                                                                            |
| -------------- | --- | --------------- | ---------- | ------------------------------------------------------------------------------------ |
| Godzina: 18:30 | J. Vas (EQ) 01:07 B. Ladányi (EQ) 07:18 B. Somogyi (EQ) 28:03 A. Hüffner (EQ) 30:17 I. Sofron (EQ) 40:13 | (2:0, 2:0, 1:0) |            | Sędzia główny: Pochucki Glukhovskiy Sędziowie liniowi: Gergely Székely Márton Németh |
| Godzina: 18:30 | 4 min. kar                                                                                               |                 | 4 min. kar | Sędzia główny: Pochucki Glukhovskiy Sędziowie liniowi: Gergely Székely Márton Németh |

| 10 listopada 2012 | Polska | 6:0 | Rumunia | Jegpalota Icecenter, Budapeszt |

| Szczegóły      | Szczegóły | Szczegóły       | Szczegóły   | Szczegóły                                                                                     |
| -------------- | --- | --------------- | ----------- | --------------------------------------------------------------------------------------------- |
| Godzina: 14:00 | M. Strzyżowski (EQ) 09:28 K. Dziubiński (EQ) 11:22 M. Łopuski (EQ) 12:55 A. Bagiński (PP) 31:29 R. Dutka (PP) 35:55 M. Strzyżowski (PP) 41:08 | (3:0, 2:0, 1:0) |             | Widzów: 350 Sędzia główny: Pochucki Butucel Mihai Sędziowie liniowi: Márton Németh Mátyás Vas |
| Godzina: 14:00 | 33 min. kar |                 | 18 min. kar | Widzów: 350 Sędzia główny: Pochucki Butucel Mihai Sędziowie liniowi: Márton Németh Mátyás Vas |

| 10 listopada 2012 | Ukraina | 1:0 | Węgry | Jegpalota Icecenter, Budapeszt |

| Szczegóły      | Szczegóły              | Szczegóły       | Szczegóły  | Szczegóły                                                                                            |
| -------------- | ---------------------- | --------------- | ---------- | --- |
| Godzina: 17:30 | S. Warłamow (EQ) 22:05 | (0:0, 1:0, 0:0) |            | Widzów: 2.200 Sędzia główny: Glukhovskiy Vladimir Babic Sędziowie liniowi: Attila Nagy László Gangel |
| Godzina: 17:30 | 8 min. kar             |                 | 8 min. kar | Widzów: 2.200 Sędzia główny: Glukhovskiy Vladimir Babic Sędziowie liniowi: Attila Nagy László Gangel |

| Lp. | Zespół  | M | Pkt | Z | WpD | PpD | P | G+ | G- | +/- |
| --- | ------- | - | --- | - | --- | --- | - | -- | -- | --- |
| 1   | Polska  | 3 | 7   | 2 | 0   | 1   | 0 | 12 | 4  | +8  |
| 2   | Ukraina | 3 | 6   | 2 | 0   | 0   | 1 | 9  | 6  | +3  |
| 3   | Węgry   | 3 | 5   | 1 | 1   | 0   | 1 | 7  | 2  | +5  |
| 4   | Rumunia | 3 | 0   | 0 | 0   | 0   | 3 | 1  | 17 | -16 |

### Klasyfikacje indywidualne
- Klasyfikacja strzelców:  Adam Bagiński – 3 gole
- Klasyfikacja asystentów:  Serhij Warłamow,  Paweł Dronia,  Leszek Laszkiewicz – 3 asysty
- Klasyfikacja kanadyjska:  Serhij Warłamow – 5 punktów[5]

### Nagrody
Najlepsi zawodnicy na każdej pozycji wybrani przez dyrektoriat turnieju:
- Bramkarz:  Przemysław Odrobny
- Obrońca:  Arnold Varga
- Napastnik:  Árpád Mihály
- Najbardziej Wartościowy Zawodnik (MVP):  Serhij Warłamow

## EIHC Polska
Mecze turnieju EIHC Polska odbyły się w dniach od 6 do 8 lutego 2014 roku. W turnieju uczestniczyły reprezentacje czterech państw: Polski, Białorusi, Węgier oraz Włoch.
Wyniki
| 6 lutego 2014 | Węgry | 1:2 | Białoruś | Hala Olivia, Gdańsk |

| Szczegóły      | Szczegóły              | Szczegóły       | Szczegóły                                     | Szczegóły                                  |
| -------------- | ---------------------- | --------------- | --------------------------------------------- | ------------------------------------------ |
| Godzina: 16:30 | B. Sziranyi (PP) 59:23 | (0:0, 0:0, 1:2) | 42:02 (EQ) J. Sałamonau 50:32 (PP) I. Usienka | Widzów: 500 Sędzia główny: Maciej Pachucki |
| Godzina: 16:30 | 10 min. kar            |                 | 14 min. kar                                   | Widzów: 500 Sędzia główny: Maciej Pachucki |

| 6 lutego 2014 | Polska | 2:1 | Włochy | Hala Olivia, Gdańsk |

| Szczegóły      | Szczegóły                                   | Szczegóły       | Szczegóły           | Szczegóły                                   |
| -------------- | ------------------------------------------- | --------------- | ------------------- | ------------------------------------------- |
| Godzina: 20:00 | G. Pasiut (EQ) 10:06 A. Bagiński (EQ) 58:42 | (1:0, 0:1, 1:0) | 37:23 (PP) R. Hofer | Widzów: 2000 Sędzia główny: Maciej Pachucki |
| Godzina: 20:00 | 6 min. kar                                  |                 | 10 min. kar         | Widzów: 2000 Sędzia główny: Maciej Pachucki |

| 7 lutego 2014 | Białoruś | 1:2 | Włochy | Hala Olivia, Gdańsk |

| Szczegóły      | Szczegóły           | Szczegóły       | Szczegóły                                 | Szczegóły                                  |
| -------------- | ------------------- | --------------- | ----------------------------------------- | ------------------------------------------ |
| Godzina: 17:00 | G. Platt (EQ) 06:37 | (1:0, 0:1, 0:1) | 29:53(EQ) B. Ihnacak 49:18 (EQ) A. Helfer | Widzów: 500 Sędzia główny: Maciej Pachucki |
| Godzina: 17:00 | 6 min. kar          |                 | 6 min. kar                                | Widzów: 500 Sędzia główny: Maciej Pachucki |

| 7 lutego 2014 | Polska | 1:2 | Węgry | Hala Olivia, Gdańsk |

| Szczegóły      | Szczegóły            | Szczegóły       | Szczegóły                                | Szczegóły                                   |
| -------------- | -------------------- | --------------- | ---------------------------------------- | ------------------------------------------- |
| Godzina: 20:45 | G. Pasiut (EQ) 19:41 | (1:0, 0:2, 0:0) | 36:11 (EQ) J. Vas 39:17 (PP) B. Sziranyi | Widzów: 3500 Sędzia główny: Maciej Pachucki |
| Godzina: 20:45 | 4 min. kar           |                 | 6 min. kar                               | Widzów: 3500 Sędzia główny: Maciej Pachucki |

| 8 lutego 2014 | Węgry | 2:4 | Włochy | Hala Olivia, Gdańsk |

| Szczegóły      | Szczegóły   | Szczegóły       | Szczegóły   | Szczegóły                                  |
| -------------- | ----------- | --------------- | ----------- | ------------------------------------------ |
| Godzina: 17:00 |             | (1:1, 1:2, 0:1) |             | Widzów: 300 Sędzia główny: Maciej Pachucki |
| Godzina: 17:00 | 22 min. kar |                 | 36 min. kar | Widzów: 300 Sędzia główny: Maciej Pachucki |

| 8 lutego 2014 | Polska | 4:2 | Białoruś | Hala Olivia, Gdańsk |

| Szczegóły      | Szczegóły                                                                                   | Szczegóły       | Szczegóły                                      | Szczegóły                                   |
| -------------- | ------------------------------------------------------------------------------------------- | --------------- | ---------------------------------------------- | ------------------------------------------- |
| Godzina: 20:45 | M. Kolusz (EQ) 40:28 P. Dronia (EQ) 42:12 S. Kowalówka (EQ) 51:07 A. Chmielewski (EN) 58:38 | (0:1, 0:1, 4:0) | 16:43 (SH) N. Osipau 20:30 (EQ) A. Jelisejenka | Widzów: 4500 Sędzia główny: Maciej Pachucki |
| Godzina: 20:45 | 4 min. kar                                                                                  |                 | 6 min. kar                                     | Widzów: 4500 Sędzia główny: Maciej Pachucki |

| Lp. | Zespół   | M | Pkt | Z | WpD | PpD | P | G+ | G- | +/- |
| --- | -------- | - | --- | - | --- | --- | - | -- | -- | --- |
| 1   | Polska   | 3 | 6   | 2 | 0   | 0   | 1 | 7  | 5  | +2  |
| 2   | Włochy   | 3 | 6   | 2 | 0   | 0   | 1 | 7  | 5  | +2  |
| 3   | Białoruś | 3 | 3   | 1 | 0   | 0   | 2 | 5  | 7  | -2  |
| 4   | Węgry    | 3 | 3   | 1 | 0   | 0   | 2 | 5  | 7  | -2  |

Najlepsi zawodnicy na każdej pozycji wybrani przez organizatorów turnieju:
- Bramkarz:  Przemysław Odrobny
- Obrońca:  Adam Borzęcki
- Napastnik:  Geoff Platt

## EIHC Francja
Mecze turnieju EIHC Francja odbyły się w dniach od 6 do 8 lutego 2014 roku. W turnieju uczestniczyły reprezentacje czterech państw: Francji, Niemiec, Kazachstanu oraz Danii.
Wyniki
| 6 lutego 2014 | Niemcy | 2:1 | Dania | Patinoire René Froger, Briançon |

| Szczegóły      | Szczegóły                                       | Szczegóły       | Szczegóły                 | Szczegóły                                   |
| -------------- | ----------------------------------------------- | --------------- | ------------------------- | ------------------------------------------- |
| Godzina: 16:00 | M. Mueller (EQ) 17:07 T. Oppenheimer (PP) 31:45 | (1:1, 1:0, 0:0) | 13:45 (EQ) P. Bjorkstrand | Widzów: 300 Sędzia główny: Jimmy Bergamelli |
| Godzina: 16:00 | 10 min. kar                                     |                 | 6 min. kar                | Widzów: 300 Sędzia główny: Jimmy Bergamelli |

| 6 lutego 2014 | Francja | 2:4 | Kazachstan | Patinoire René Froger, Briançon |

| Szczegóły      | Szczegóły                                 | Szczegóły       | Szczegóły                                                                                         | Szczegóły                                   |
| -------------- | ----------------------------------------- | --------------- | ------------------------------------------------------------------------------------------------- | ------------------------------------------- |
| Godzina: 20:00 | J. Janil (PP) 02:45 Y. Treille (PP) 40:26 | (1:2, 0:0, 1:2) | 08:52 (EQ) J. Gasnikow 17:55 (EQ) R. Starczenko 57:27 (PP) A. Litwinienko 58:42 (EQ) R. Sawczenko | Widzów: 804 Sędzia główny: Alexandre Borreu |
| Godzina: 20:00 | 10 min. kar                               |                 | 22 min. kar                                                                                       | Widzów: 804 Sędzia główny: Alexandre Borreu |

| 7 lutego 2014 | Dania | 3:4 | Kazachstan | Patinoire René Froger, Briançon |

| Szczegóły      | Szczegóły                                                        | Szczegóły       | Szczegóły                                                                                      | Szczegóły                                   |
| -------------- | ---------------------------------------------------------------- | --------------- | ---------------------------------------------------------------------------------------------- | ------------------------------------------- |
| Godzina: 16:00 | A. Poulsen (EQ) 18:10 T. Spelling (EQ) 18:48 F. Storm (EQ) 30:37 | (2:3, 1:1, 0:0) | 06:46 (PP) R. Starczenko 10:10 (EQ) F. Poliszczuk 11:44 (EQ) M. Pańszyn 28:37 (EQ) N. Antropow | Widzów: 300 Sędzia główny: Alexandre Borreu |
| Godzina: 16:00 | 16 min. kar                                                      |                 | 10 min. kar                                                                                    | Widzów: 300 Sędzia główny: Alexandre Borreu |

| 7 lutego 2014 | Francja | 0:2 | Niemcy | Patinoire René Froger, Briançon |

| Szczegóły      | Szczegóły  | Szczegóły       | Szczegóły                               | Szczegóły                                    |
| -------------- | ---------- | --------------- | --------------------------------------- | -------------------------------------------- |
| Godzina: 20:00 |            | (0:0, 0:1, 0:1) | 28:38 (PP) S. Akdag 54:32 (EQ) F. Mauer | Widzów: 1326 Sędzia główny: Jimmy Bergamelli |
| Godzina: 20:00 | 8 min. kar |                 | 16 min. kar                             | Widzów: 1326 Sędzia główny: Jimmy Bergamelli |

| 8 lutego 2014 | Niemcy | 4:1 | Kazachstan | Patinoire René Froger, Briançon |

| Szczegóły      | Szczegóły  | Szczegóły       | Szczegóły   | Szczegóły                                   |
| -------------- | ---------- | --------------- | ----------- | ------------------------------------------- |
| Godzina: 16:00 |            | (3:0, 1:1, 0:0) |             | Widzów: 300 Sędzia główny: Jimmy Bergamelli |
| Godzina: 16:00 | 4 min. kar |                 | 31 min. kar | Widzów: 300 Sędzia główny: Jimmy Bergamelli |

| 8 lutego 2014 | Francja | 4:1 | Dania | Patinoire René Froger, Briançon |

| Szczegóły      | Szczegóły                                                                            | Szczegóły       | Szczegóły             | Szczegóły                                                                          |
| -------------- | ------------------------------------------------------------------------------------ | --------------- | --------------------- | ---------------------------------------------------------------------------------- |
| Godzina: 20:00 | J. Albert (EQ) 13:02 Y. Treille (EQ) 20:25 J. Janil (EQ) 36:34 Y. Treille (EQ) 43:23 | (1:1, 2:0, 1:0) | 13:28 (EQ) A. Poulsen | Widzów: 1012 Sędzia główny: Alexandre Bourreau Sędziowie liniowi: Geoffrey Barcelo |
| Godzina: 20:00 | 14 min. kar                                                                          |                 | 4 min. kar            | Widzów: 1012 Sędzia główny: Alexandre Bourreau Sędziowie liniowi: Geoffrey Barcelo |

| Lp. | Zespół     | M | Pkt | Z | WpD | PpD | P | G+ | G- | +/- |
| --- | ---------- | - | --- | - | --- | --- | - | -- | -- | --- |
| 1   | Niemcy     | 3 | 9   | 3 | 0   | 0   | 0 | 8  | 2  | +6  |
| 2   | Kazachstan | 3 | 6   | 2 | 0   | 0   | 1 | 9  | 9  | 0   |
| 3   | Francja    | 3 | 3   | 1 | 0   | 0   | 2 | 6  | 7  | -1  |
| 4   | Dania      | 3 | 0   | 0 | 0   | 0   | 3 | 5  | 10 | -5  |